# Hanja Maij-Weggen
Johanna Rika Hermanna "Hanja" Maij-Weggen, née le 29 novembre 1943 à Emmen, est une femme politique néerlandaise.

## Biographie
Membre du Parti antirévolutionnaire puis de l'Appel chrétien-démocrate à partir de 1980, elle siège au Parlement européen de 1979 à 1989 et de 1994 à 2003. 
Elle est ministre des Transports et des Eaux au sein du Cabinet Lubbers III de 1989 à 1994 et commissaire de la Reine du Brabant-Septentrional de 2003 à 2009. 